# 黄兰
黄兰（学名：Cephalantheropsis obcordata）为兰科黄兰属下的一个种。分布于印度东北部、印度尼西亚、日本、老挝、马来西亚、缅甸、菲律宾、泰国、越南、台湾，以及中国大陆的福建南部、广东、海南、云南和西藏。

## 文化意义
在热带与南亚热带地区的佛教寺庙中常种植黄兰用作花供。

## 扩展阅读
- 维基共享资源上的相關多媒體資源：黄兰
- 維基物種上的相關：黄兰